# Labeuvrière
Labeuvrière est une commune française située dans le département du Pas-de-Calais en région Hauts-de-France. Ses habitants sont appelés les Labeuvriérois.
La commune fait partie de la communauté d'agglomération de Béthune-Bruay, Artois-Lys Romane qui regroupe 100 communes et compte 275 327 habitants en 2021.

## Géographie

### Localisation
Localisée dans l'est du département du Pas-de-Calais, Labeuvrière est un bourg périurbain et industriel du Béthunois arrosé par la Clarence et situé, à vol d'oiseau, à 5 km au sud-ouest de Béthune (chef-lieu d'arrondissement), à 21 km au nord-ouest de Lens.
Le territoire de la commune est limitrophe de ceux de six communes.
Les communes limitrophes sont  Annezin, Bruay-la-Buissière, Chocques, Fouquereuil, Gosnay et Lapugnoy.
.

### Géologie et relief
La superficie de la commune est de 6,11 km2 ; son altitude varie de 23  à   75 m.

### Hydrographie
Le territoire de la commune est situé dans le bassin Artois-Picardie.
Le territoire communal est limité à l'ouest par le lit de la Clarence, qui prend sa source dans les collines de l'Artois, au lieu-dit le Buich à Sains-lès-Pernes. Elle se jette dans la Vieille Lys aval, en rive droite, à  Calonne-sur-la-Lys. À Gonnehem, elle passe en siphon sous le canal à grand gabarit du canal d'Aire,.

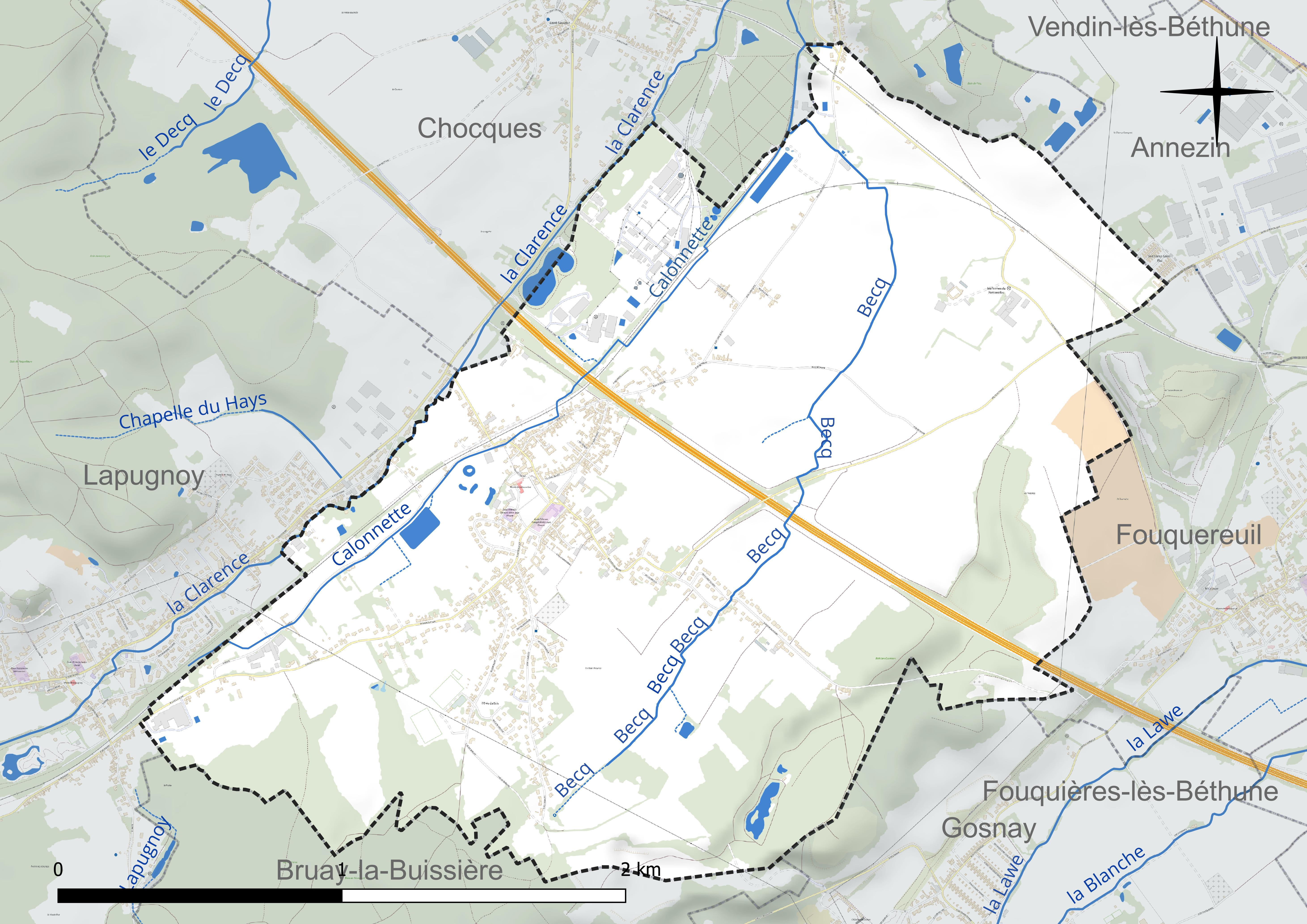
Réseau hydrographique de Labeuvrière.

Il est également drainé par la Calonette, cours d'eau naturel de 3,92 km, qui prend sa source dans la commune de Lapugnoy, et se jette dans la Clarence au niveau de la commune de Chocques. La Calonette a pour affluent le Becq, cours d'eau naturel de 3,07 km, qui prend sa source dans la commune.

### Climat
Pour des articles plus généraux, voir Climat des Hauts-de-France et Climat du Pas-de-Calais.
En 2010, le climat de la commune est de type climat océanique dégradé des plaines du Centre et du Nord, selon une étude du CNRS s'appuyant sur une série de données couvrant la période 1971-2000. En 2020, Météo-France publie une typologie des climats de la France métropolitaine dans laquelle la commune est exposée à un climat océanique et est dans la région climatique Côtes de la Manche orientale, caractérisée par un faible ensoleillement (1 550 h/an) ; forte humidité de l’air (plus de 20 h/jour avec humidité relative > 80 % en hiver), vents forts fréquents.
Pour la période 1971-2000, la température annuelle moyenne est de 10,4 °C, avec une amplitude thermique annuelle de 13,9 °C. Le cumul annuel moyen de précipitations est de 752 mm, avec 12,2 jours de précipitations en janvier et 8,9 jours en juillet. Pour la période 1991-2020, la température moyenne annuelle observée sur la station météorologique la plus proche, située sur la commune de Lillers à 8 km à vol d'oiseau, est de 11,1 °C et le cumul annuel moyen de précipitations est de 731,5 mm,. Pour l'avenir, les paramètres climatiques de la commune estimés pour 2050 selon différents scénarios d'émission de gaz à effet de serre sont consultables sur un site dédié publié par Météo-France en novembre 2022.

### Milieux naturels et biodiversité

#### Espace protégé et géré
La protection réglementaire est le mode d’intervention le plus fort pour préserver des espaces naturels remarquables et leur biodiversité associée.
Dans ce cadre, on trouve sur le territoire de la commune un terrain géré (location, convention de gestion) par le conservatoire d'espaces naturels des Hauts-de-France : le bois des dames, d'une superficie de 140 ha.

#### Zone naturelle d'intérêt écologique, faunistique et floristique
L’inventaire des zones naturelles d'intérêt écologique, faunistique et floristique (ZNIEFF) a pour objectif de réaliser une couverture des zones les plus intéressantes sur le plan écologique, essentiellement dans la perspective d’améliorer la connaissance du patrimoine naturel national et de fournir aux différents décideurs un outil d’aide à la prise en compte de l’environnement dans l’aménagement du territoire.
Le territoire communal comprend une ZNIEFF de type 1 : le bois des Dames, d’une superficie de 634 ha et d'une altitude variant de 36  à   76 mètres.

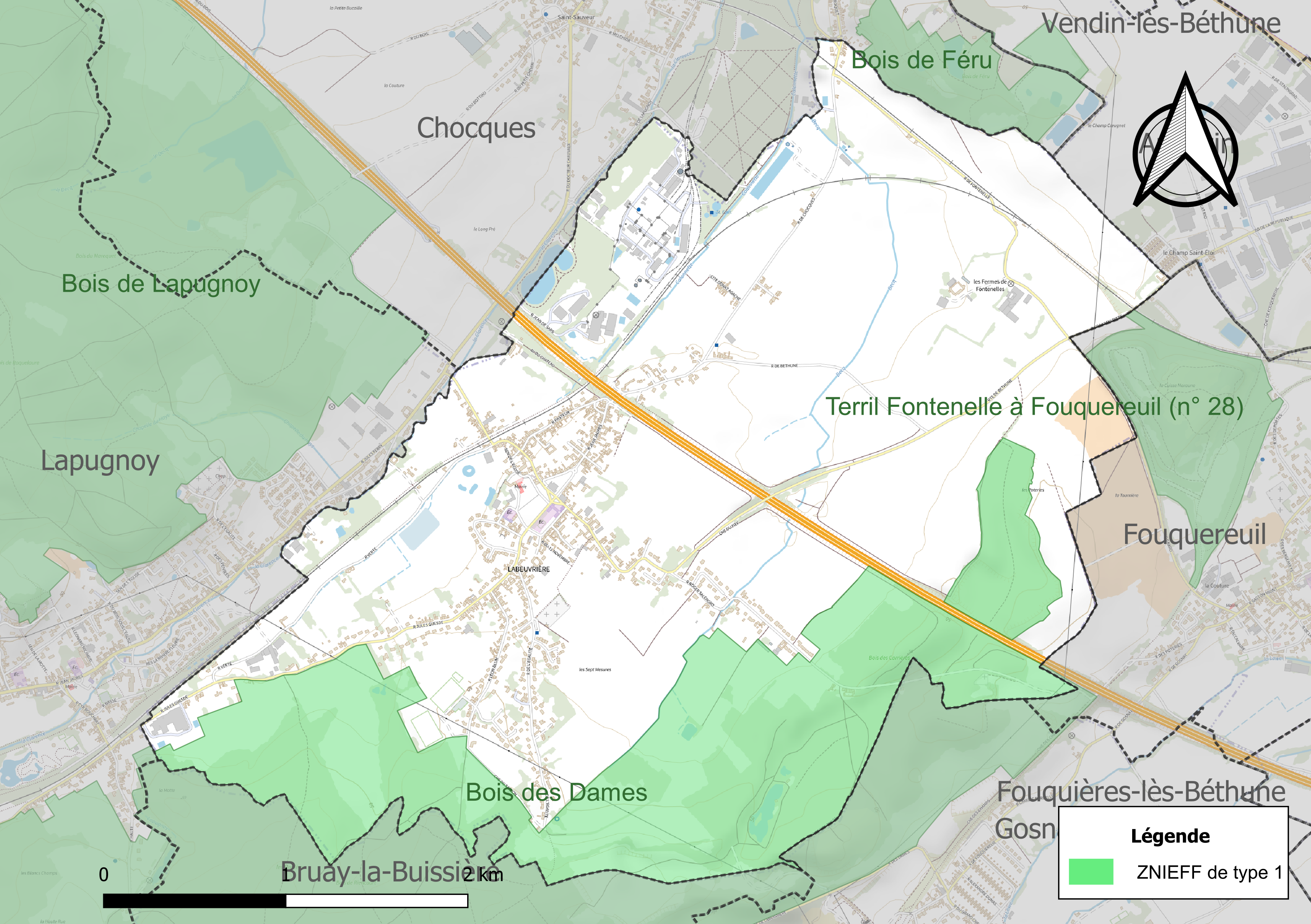
Carte de la ZNIEFF sur la commune.

La commune, ainsi que celle de Gosnay, de Lapugnoy et de Bruay-la-Buissière, située dans la ZNIEFF, abritent une partie du bois des Dames, qui s'étend sur près de 401 hectares. C'est l'une des deux seules forêts de protection de la région Nord-Pas-de-Calais, instituée en 1984 en application du code forestier,.
C'est un élément important de la trame verte régionale, qui doit aussi être connecté à la Trame bleue dans le cadre du Sage de la Lys, via le corridor de la vallée de la Lawe à connecter à la ceinture verte de Béthune dans le cadre d'un SAGE.

#### Espèces faunistiques et floristiques
L’Inventaire national du patrimoine naturel (INPN) recense plusieurs espèces faunistiques et floristiques sur le territoire de la commune dont certaines sont protégées et d’autres menacées et quasi-menacées.

## Urbanisme

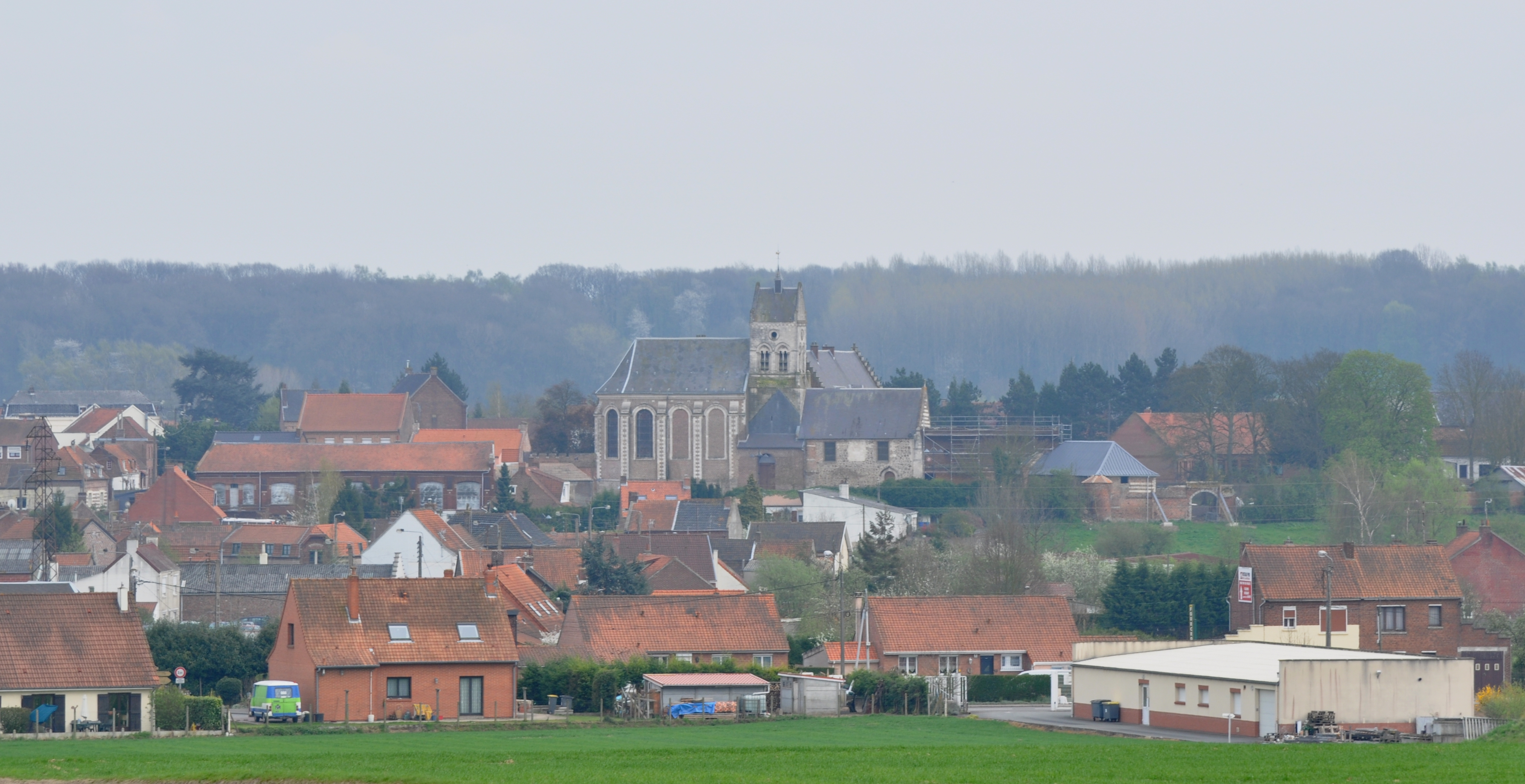
Paysage urbain.

### Typologie
Au 1er janvier 2024, Labeuvrière est catégorisée ceinture urbaine, selon la nouvelle grille communale de densité à sept niveaux définie par l'Insee en 2022.
Elle appartient à l'unité urbaine de Béthune, une agglomération inter-départementale regroupant 94  communes, dont elle est une commune de la banlieue,,. Par ailleurs la commune fait partie de l'aire d'attraction de Béthune, dont elle est une commune de la couronne,. Cette aire, qui regroupe 23 communes, est catégorisée dans les aires de 50 000 à moins de 200 000 habitants,.

### Occupation des sols
L'occupation des sols de la commune, telle qu'elle ressort de la base de données européenne d’occupation biophysique des sols Corine Land Cover (CLC), est marquée par l'importance des territoires agricoles (63,8 % en 2018), en diminution par rapport à 1990 (64,7 %). La répartition détaillée en 2018 est la suivante :
terres arables (61,7 %), zones urbanisées (15,4 %), forêts (13,4 %), zones industrielles ou commerciales et réseaux de communication (6,5 %), zones agricoles hétérogènes (1,4 %), espaces verts artificialisés, non agricoles (0,8 %), prairies (0,6 %). L'évolution de l’occupation des sols de la commune et de ses infrastructures peut être observée sur les différentes représentations cartographiques du territoire : la carte de Cassini (XVIIIe siècle), la carte d'état-major (1820-1866) et les cartes ou photos aériennes de l'IGN pour la période actuelle (1950 à aujourd'hui).

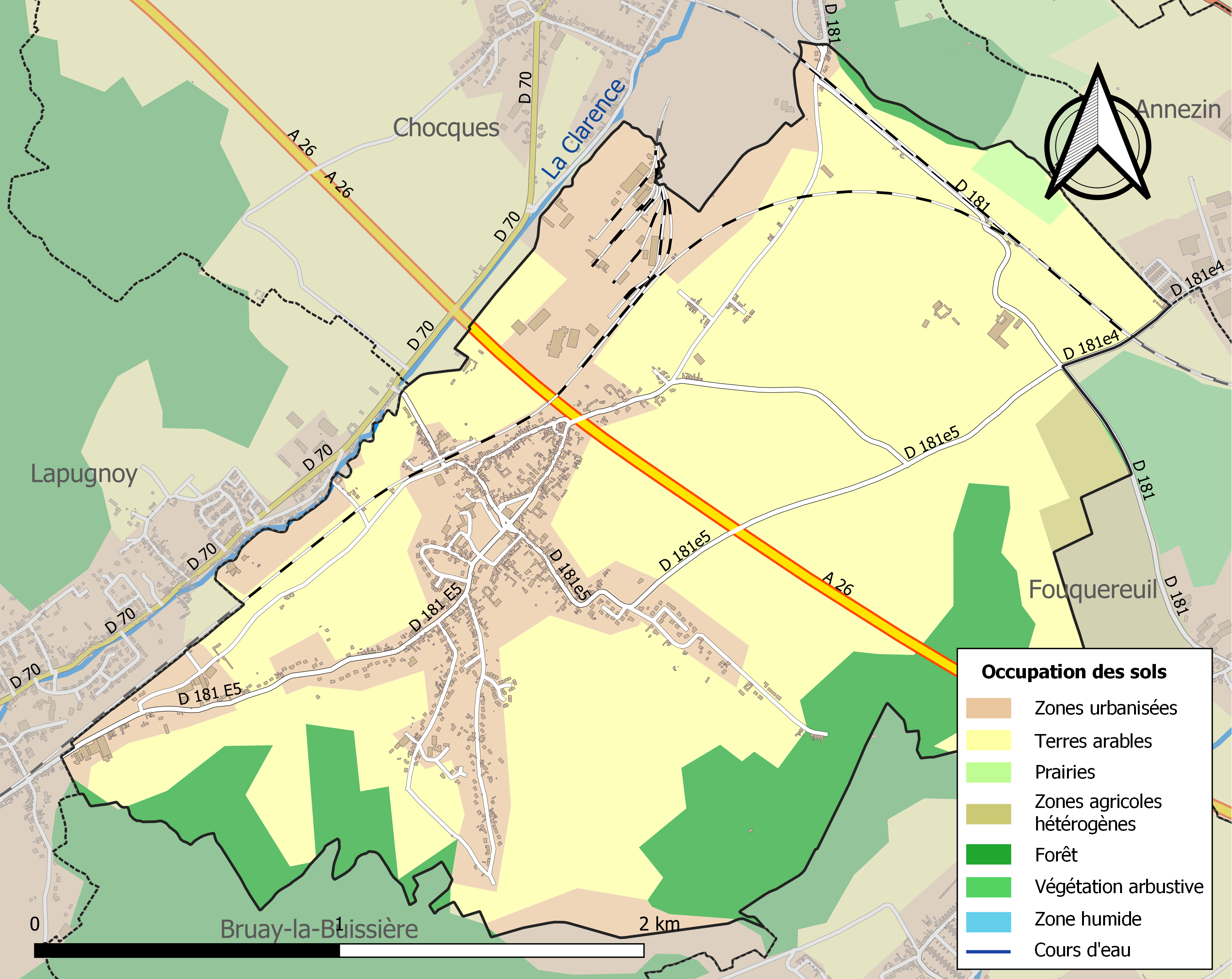
Carte des infrastructures et de l'occupation des sols de la commune en 2018 (CLC).

### Voies de communication et transports
Le bourg est traversé par les lignes de chemin de fer de Fives à Abbeville et d'Arras à Dunkerque-Locale, ainsi que par l'Autoroute A26.
La station la plus proche est la gare de Béthune, desservie par des TGV inOui (liaison Paris-Nord – Dunkerque) et des trains TER Hauts-de-France (liaisons d'Arras à Béthune, Hazebrouck, Dunkerque ou Calais-Ville, et de Lille-Flandres à Béthune).

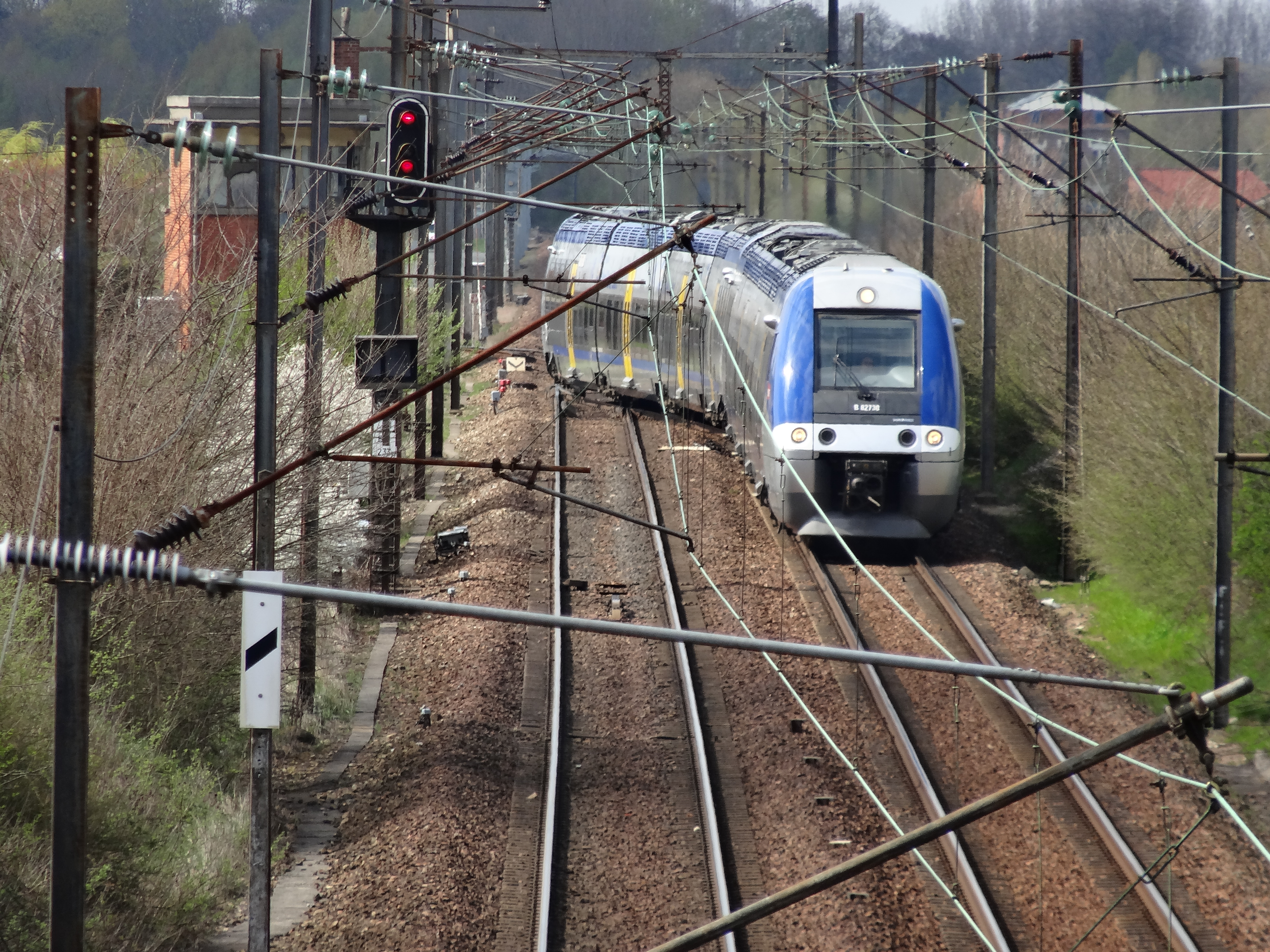
La biffurcation de Fouquereuil
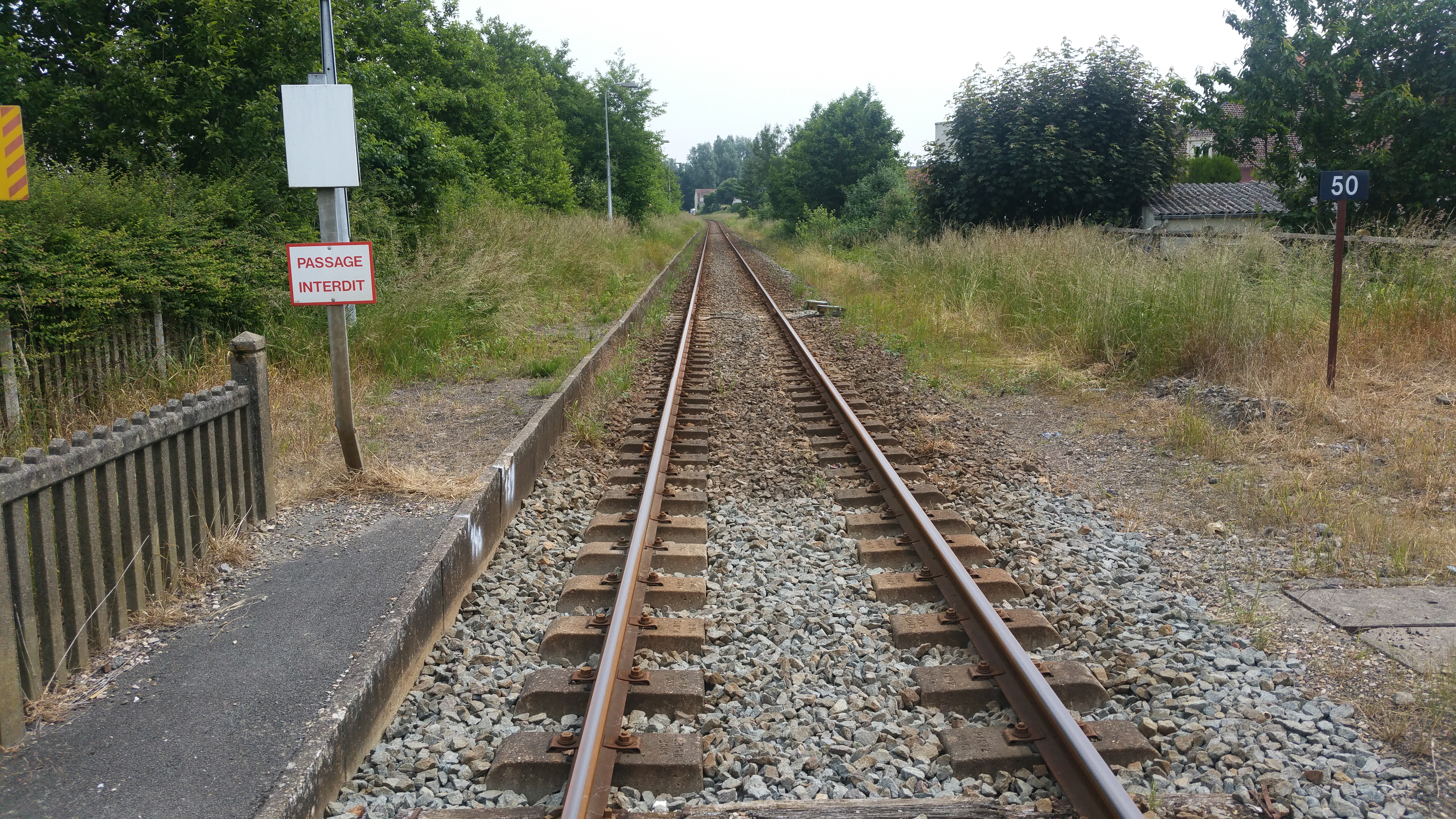
L'ancienne gare

## Toponymie
Le nom de la localité est attesté sous les formes Lebevrieren en 1076, Beverira en 1152, La Bevrire vers 1160, le Beverere en 1163, Bevreria en 1201.
Peut-être de l'oil bièvre « castor », d'origine gauloise et du le suffixe collectif -ière « lieu où abondent les castors » ou du latin « biberārias », abreuvoir.

## Histoire
Lors de la bataille d'Azincourt en 1415, Jean de Nédonchel, dit "Baugeois", seigneur de la Beuvrière, et Gamant de Nédonchel (probablement son frère ou son fils) combattent et trouvent la mort.
Jean Georges de Beaulaincourt, seigneur de Bellenville, Barlet, la Beuvrière, achète Marles en 1692 et en est le seigneur. Il demande au roi Louis XIV que la terre de Marles soit réunie à celle de la Beuvrière, avec les fiefs et seigneuries qui en dépendent et qui relèvent du roi du fait du château de Béthune, afin qu'elles forment un comté. Des lettres données à Versailles en février 1696 lui accordent ce qu'il a souhaité. Marles et Labeuvrière sont réunies en un comté attribuant de ce fait au bénéficiaire le titre de comte. Jean Georges de Beaulaincourt descend d'une lignée alliée depuis 400 ans aux plus illustres familles. Il a eu pour bisaïeul (arrière-grand-père) Antoine de Beaulaincourt, premier lieutenant au gouvernement de Lille, Douai, Orchies, (Flandre wallonne), créé en 1530 par Charles Quint, premier roi d'armes de l'ordre de la Toison d'or, et comme tel chargé par Charles Quint de porter en France à Henri II, le collier de l'ordre de Saint-Michel, et d'aller à Nancy, y prendre et faire porter au Luxembourg le corps de Charles, duc de Bourgogne (Charles le Téméraire).

## Politique et administration

### Découpage territorial
La commune se trouve dans l'arrondissement de Béthune du département du  Pas-de-Calais.

#### Commune et intercommunalités
Labeuvrière était membre de la communauté d'agglomération de l'Artois, un établissement public de coopération intercommunale (EPCI) à fiscalité propre et auquel la commune avait transféré un certain nombre de ses compétences, dans les conditions déterminées par le code général des collectivités territoriales.
Dans le cadre des dispositions de la loi portant nouvelle organisation territoriale de la République (Loi NOTRe) du 7 août 2015, qui prévoit que les établissements publics de coopération intercommunale (EPCI) à fiscalité propre doivent avoir un minimum de 15 000 habitants, la communauté d'agglomération de l'Artois fusionne avec la communauté de communes Artois-Lys et la communauté de communes Artois-Flandres, formant, le 1er janvier 2017, la Communauté d'agglomération de Béthune-Bruay, Artois-Lys Romane, conformément à l'arrêté préfectoral du 13 septembre 2016, dont est désormais membre la commune.

#### Circonscriptions administratives
La commune faisait partie de 1801 à 1973 du canton de Béthune, année où celui-ci est scindé et la commune rattachée au canton de Béthune-Sud. Dans le cadre du redécoupage cantonal de 2014 en France, cette circonscription administrative territoriale a disparu, et le canton n'est plus qu'une circonscription électorale.
Pour les élections départementales, la commune fait partie depuis 2014 d'un nouveau  canton de Béthune.

#### Circonscriptions électorales
Pour l'élection des députés, la commune fait partie de la huitième circonscription du Pas-de-Calais.

### Élections municipales et communautaires

#### Liste des maires
| Période                                  | Période                       | Identité       | Étiquette | Qualité           |
| ---------------------------------------- | ----------------------------- | -------------- | --------- | ----------------- |
| Les données manquantes sont à compléter. |                               |                |           |                   |
| avant 1981                               |                               | Louis Blondel  | PCF       |                   |
| Les données manquantes sont à compléter. |                               |                |           |                   |
| mars 2001                                | mars 2008                     | Michel Maillet |           |                   |
| mars 2008                                | mai 2020                      | Michel Leroy,  |           |                   |
| mai 2020                                 | En cours (au 29 janvier 2021) | Jacky Bertier  |           | Ouvrier qualifié, |

## Population et société

### Démographie
Les habitants sont appelés les Labeuvriérois.

#### Évolution démographique
L'évolution du nombre d'habitants est connue à travers les recensements de la population effectués dans la commune depuis 1793. Pour les communes de moins de 10 000 habitants, une enquête de recensement portant sur toute la population est réalisée tous les cinq ans, les populations de référence des années intermédiaires étant quant à elles estimées par interpolation ou extrapolation. Pour la commune, le premier recensement exhaustif entrant dans le cadre du nouveau dispositif a été réalisé en 2007.

En 2022, la commune comptait 1 651 habitants, en évolution de −0,84 % par rapport à 2016 (Pas-de-Calais : −0,72 %, France hors Mayotte : +2,11 %).
| 1793 | 1800 | 1806 | 1821 | 1831 | 1836 | 1841 | 1846 | 1851 |
| ---- | ---- | ---- | ---- | ---- | ---- | ---- | ---- | ---- |
| 587  | 549  | 633  | 691  | 769  | 763  | 753  | 723  | 700  |

| 1856 | 1861 | 1866 | 1872 | 1876 | 1881 | 1886 | 1891  | 1896  |
| ---- | ---- | ---- | ---- | ---- | ---- | ---- | ----- | ----- |
| 679  | 720  | 746  | 777  | 901  | 914  | 954  | 1 008 | 1 078 |

| 1901  | 1906  | 1911  | 1921  | 1926  | 1931  | 1936  | 1946  | 1954  |
| ----- | ----- | ----- | ----- | ----- | ----- | ----- | ----- | ----- |
| 1 187 | 1 330 | 1 447 | 1 668 | 1 648 | 1 670 | 1 571 | 1 622 | 2 006 |

| 1962  | 1968  | 1975  | 1982  | 1990  | 1999  | 2006  | 2007  | 2012  |
| ----- | ----- | ----- | ----- | ----- | ----- | ----- | ----- | ----- |
| 2 169 | 2 067 | 1 702 | 1 714 | 1 702 | 1 710 | 1 651 | 1 643 | 1 695 |

| 2017  | 2022  | - | - | - | - | - | - | - |
| ----- | ----- | - | - | - | - | - | - | - |
| 1 645 | 1 651 | - | - | - | - | - | - | - |

#### Pyramide des âges
En 2018, le taux de personnes d'un âge inférieur à 30 ans s'élève à 33,7 %, soit en dessous de la moyenne départementale (36,7 %). De même, le taux de personnes d'âge supérieur à 60 ans est de 23,7 % la même année, alors qu'il est de 24,9 % au niveau départemental.
En 2018, la commune comptait 796 hommes pour 849 femmes, soit un taux de 51,61 % de femmes, légèrement supérieur au taux départemental (51,50 %).
Les pyramides des âges de la commune et du département s'établissent comme suit.
| Hommes | Classe d’âge | Femmes |
| ------ | ------------ | ------ |
| 0,3    | 90 ou +      | 0,7    |
| 4,1    | 75-89 ans    | 6,4    |
| 17,6   | 60-74 ans    | 18,2   |
| 22,7   | 45-59 ans    | 19,8   |
| 20,7   | 30-44 ans    | 22,2   |
| 13,8   | 15-29 ans    | 14,0   |
| 21,0   | 0-14 ans     | 18,7   |

| Hommes | Classe d’âge | Femmes |
| ------ | ------------ | ------ |
| 0,5    | 90 ou +      | 1,6    |
| 5,6    | 75-89 ans    | 8,9    |
| 16,7   | 60-74 ans    | 18,1   |
| 20,2   | 45-59 ans    | 19,2   |
| 18,9   | 30-44 ans    | 18,1   |
| 18,2   | 15-29 ans    | 16,2   |
| 19,9   | 0-14 ans     | 17,9   |

## Culture locale et patrimoine

### Lieux et monuments

#### Monuments historiques
- La prévôté de Labeuvrière. Elle fait l’objet d’une inscription au titre des monuments historiques depuis le 27 mai 1975 ; l'institution dépendait de 1609 à 1789 de l'abbaye Saint-Vaast d'Arras[48].
- L'église Saint-Pierre. Elle fait l’objet d’une inscription au titre des monuments historiques depuis le  10 juin 1975. Elle renferme une relique de Sainte Christine[49],[50],[51].

#### Autres lieux et monuments
- Le cimetière militaire britannique Sandpits Britsh cemetary.
- La chapelle votive Sainte Christine et sa source miraculeuse attenante, désormais inaccessible[52].
- Le monument aux morts, sur la place[53].

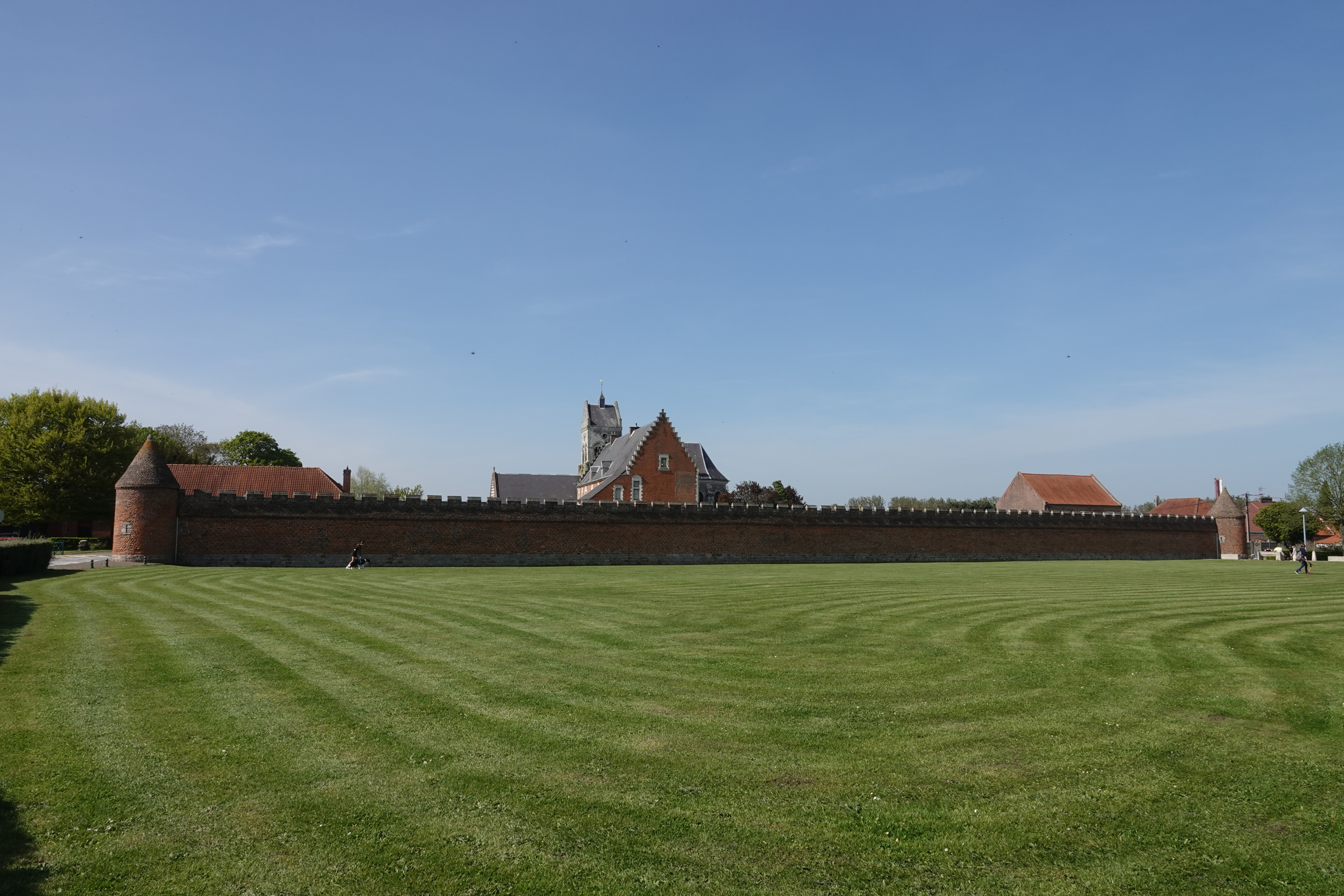
L'ancienne prévoté de Labeuvrière - une vue du mur d'enceinte et de l'église
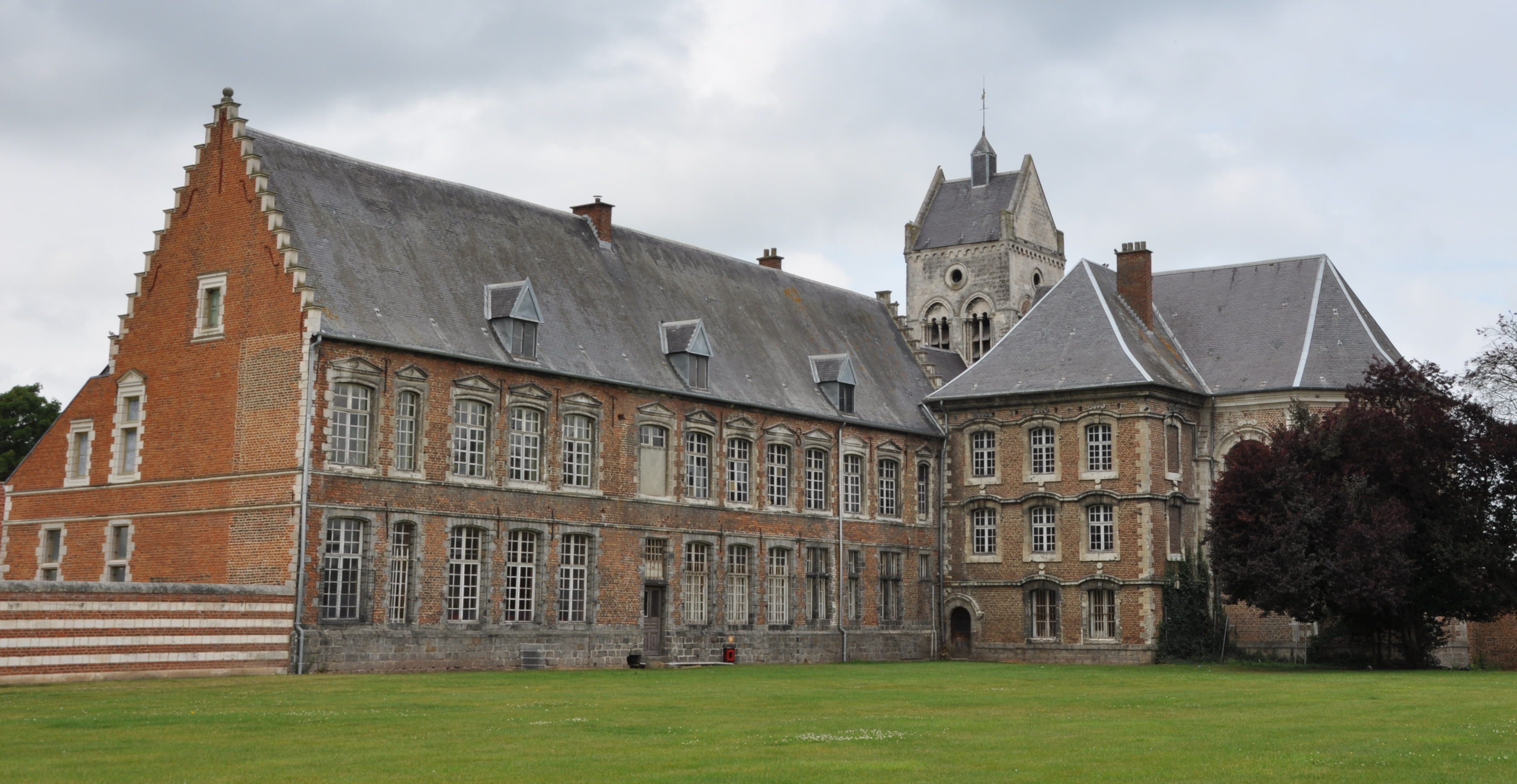
L'ancienne prévôté.
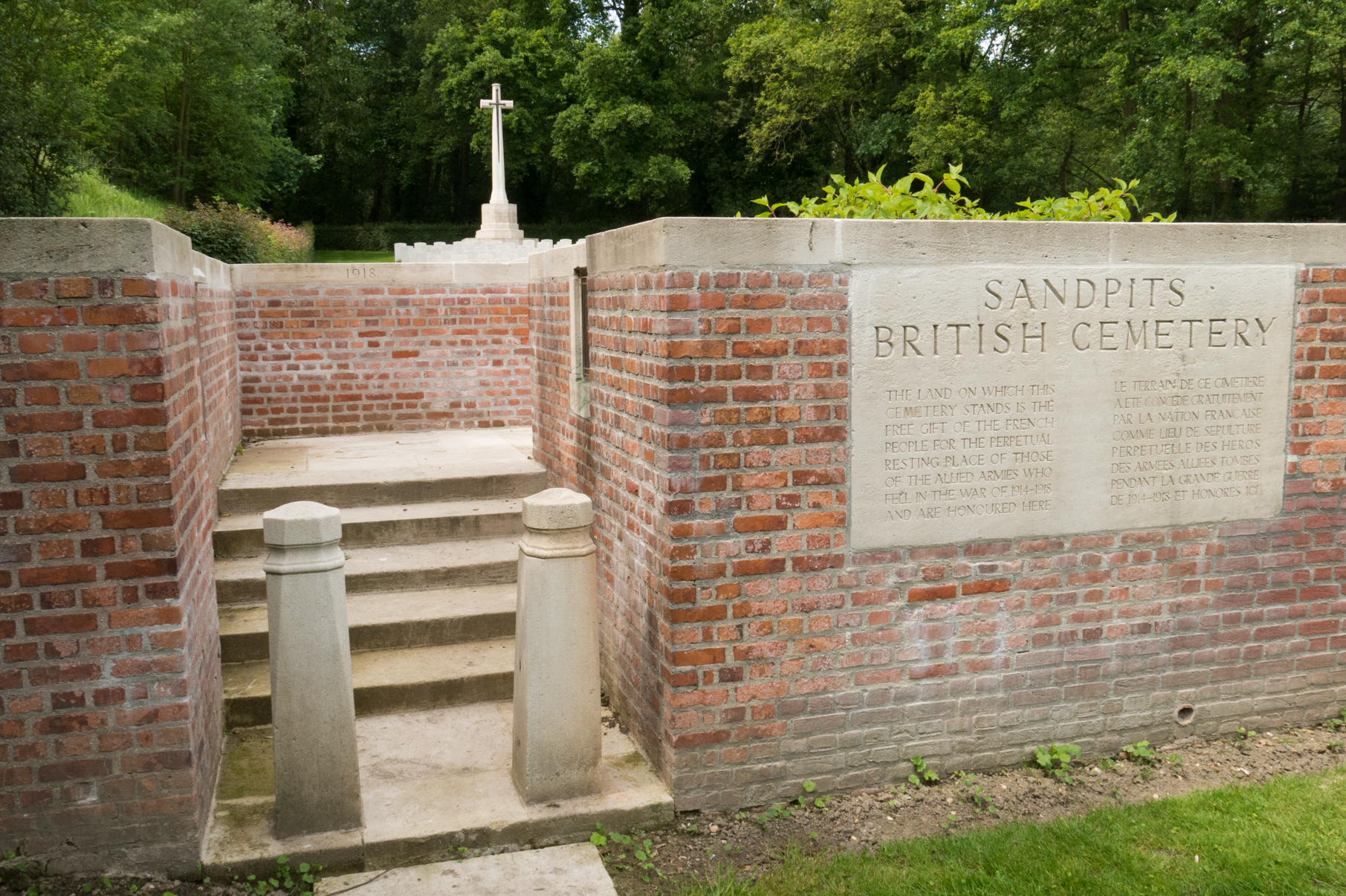
L'entrée du cimetière militaire britannique.
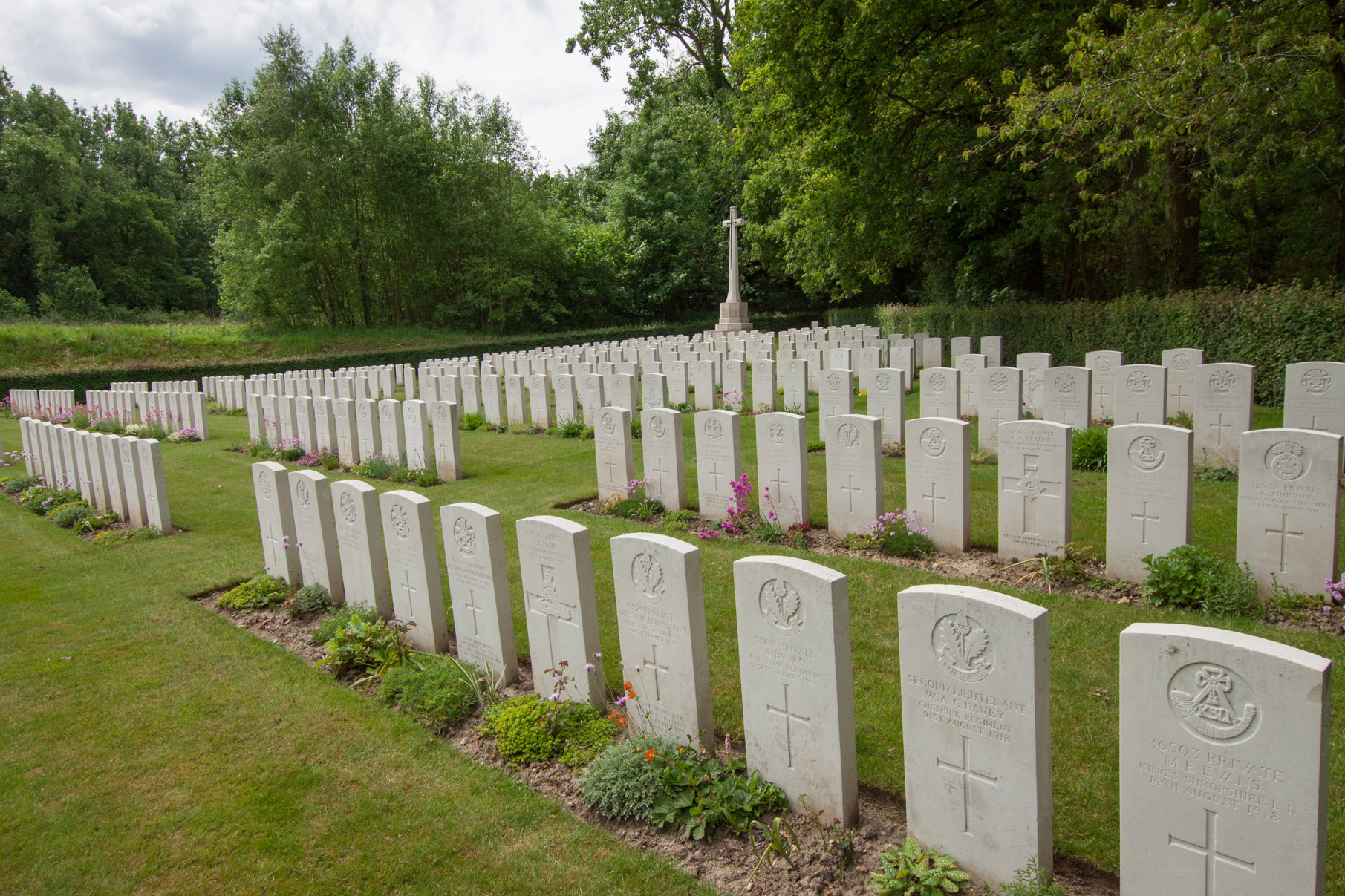
Le cimetière militaire britannique.
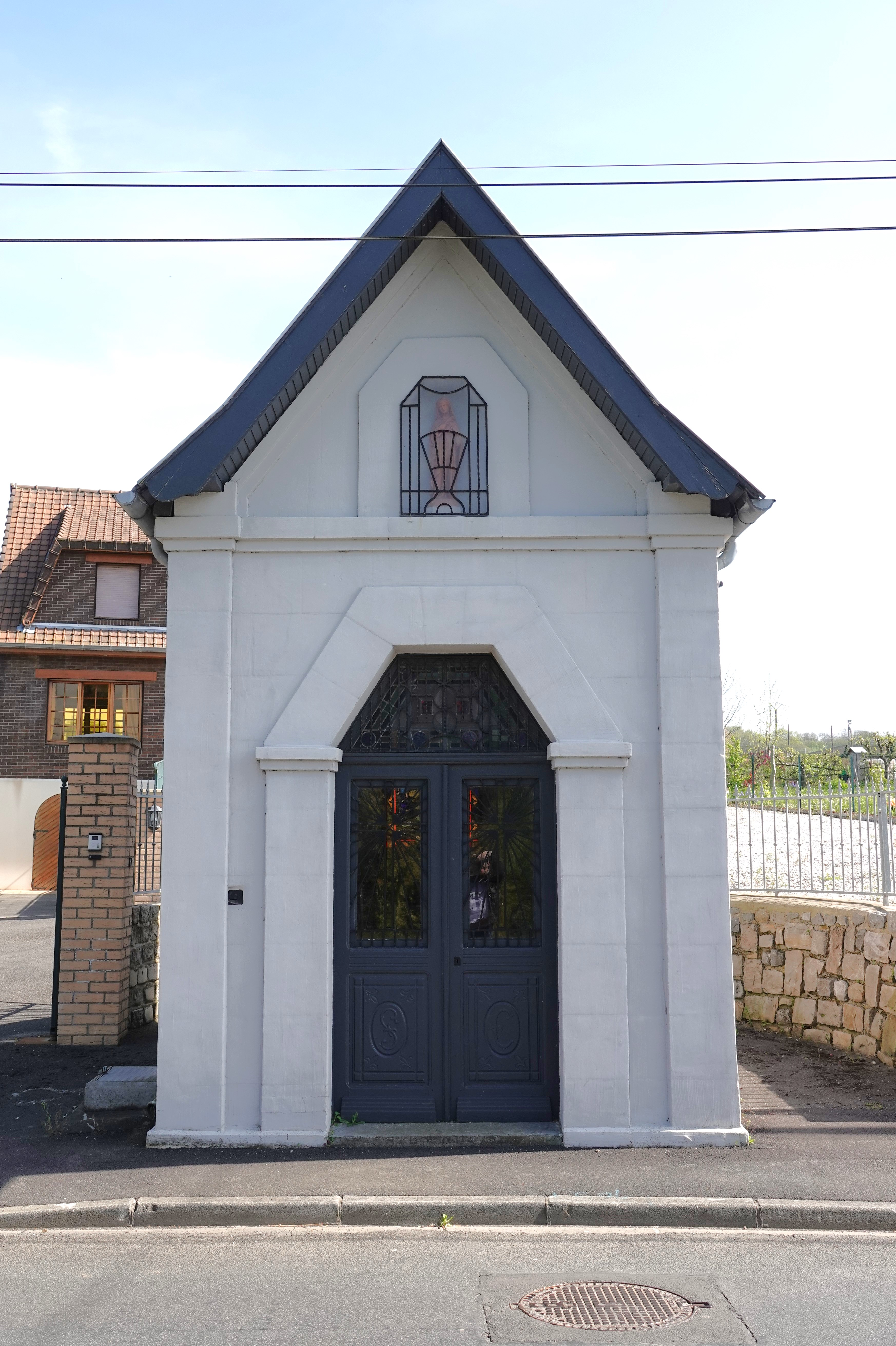
La chapelle votive de Sainte-Christine.

### Personnalités liées à la commune

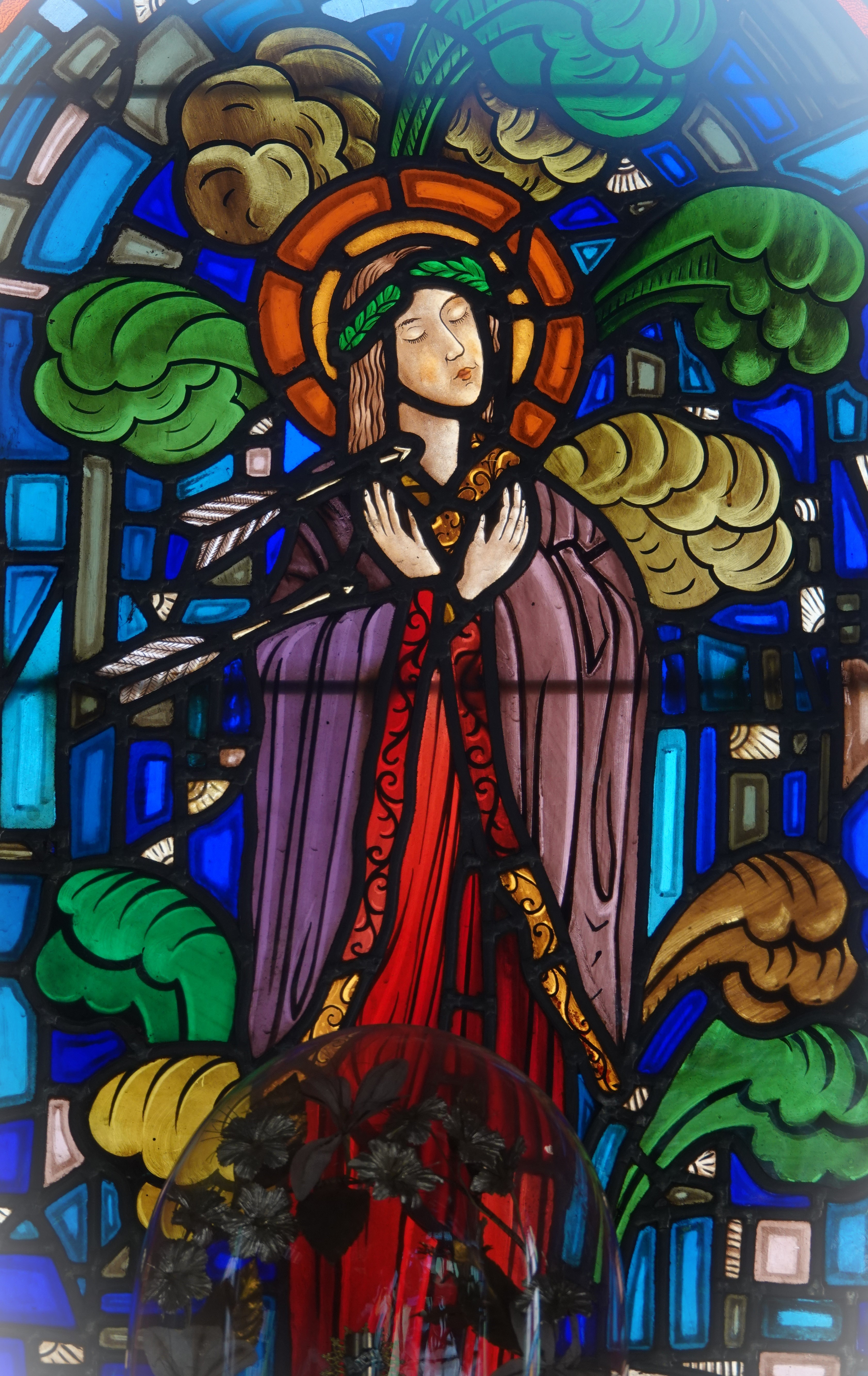
Le portrait de Sainte Christine, vitrail de la chapelle votive de la ville

- Christine de Bolsène : Vierge et martyre chrétienne de la fin du IIIe siècle et du début du IVe siècle[54]. Ses reliques sont présentes dans l'église du village depuis le XIe siècle[52]. Une chapelle votive a été construite près de la source miraculeuse qui lui est dédiée[52].
- Jean Vincent (1930-2013), footballeur international puis entraîneur, né dans la commune.

### Héraldique
| Blason de Labeuvrière | Blason  | D'hermine à deux flèches d'azur passée en sautoir, les fers à dextre. |
| Blason de Labeuvrière | Détails | Les flèches sont les attributs de Sainte Christine dont les reliques sont vénérées dans le village depuis le XIe siècle. Le statut officiel du blason reste à déterminer. |

## Pour approfondir

#### Généralités
- Maurice Brunel (préf. Jean Vincent), Histoire de Labeuvrière. Etude historique de Maurice Brunel, Chez l'auteur, novembre 1985, 204 p.

#### Sur Sainte Christine et son lien avec Labeuvrière
- F. Durut de La Beuvrière, Histoire de Sainte-Christine, Arras, Rousseau-Leroy, 1864
- Chanoine E.Occre, Sainte-Christine de Bolsène, Lethielleux, 1911D'après Maurice Brunel, "E.Occre, né à Labeuvrière, archiprêtre de Calais, mort en invoquant Sainte Christine"
- Chanoine François Gaquère, Sainte Christine, Patronne de Labeuvrière, Béthune, Imprimerie de l'Artois, 1967, 36 p.

#### Bases de données, dictionnaires et encyclopédies
- Ressources relatives à la géographie :   - Insee (communes)
  - Ldh/EHESS/Cassini
- Ressource relative à plusieurs domaines :   - Annuaire du service public français
- Notices d'autorité :   - BnF (données)